# Samson (film, 1914)
Pour les articles homonymes, voir Samson (homonymie).
Pour plus de détails, voir Fiche technique et Distribution.
Samson est un film américain réalisé par J. Farrell MacDonald, sorti en 1914.
Ce film muet en noir et blanc met en scène Samson, un personnage de la Bible.

## Synopsis
Samson, un Israélite doté d'une force surhumaine, tombe amoureux d'une Philistine, Zorah, et l'épouse, surmontant les objections de son père Manoach, hostile aux Philistins, ennemis d'Israël. Plus tard, Samson rencontre une autre Philistine, Dalila, qui le fascine. Cette dernière, sollicitée par les Philistins, le séduit et tente de découvrir le secret de sa force….

## Fiche technique
- Titre original : Samson
- Réalisation : J. Farrell MacDonald
- Scénario : James Dayton, Lorimer Johnston, d'après les chapitres 13 à 16 du Livre des Juges
- Société de production : Victor Film Company
- Société de distribution : Universal Film Manufacturing Company
- Pays d'origine :  États-Unis
- Langue : anglais
- Format : Noir et blanc – 1,33:1 – 35 mm – Muet
- Genre : film historique
- Longueur de pellicule : 1 800 m (6 bobines)
- Année : 1914
- Dates de sortie :
  -  États-Unis : 30 avril 1914
- Autres titres connus :
  -  États-Unis : Samson and Delilah

## Distribution
- J. Warren Kerrigan : Samson
- Edith Bostwick : Zorah, la femme de Samson
- George Periolat : Manoach (Manoah)
- Lule Warrenton : l'épouse de Manoah
- Kathleen Kerrigan : Dalila (Delilah)
- Rose Gibbons : la sœur de Zorah
- William Worthington : Ladal
- Cleo Madison : une Philistine
- Marion Emmons : un Philistin
- Frank Borzage : un Philistin
- Harold Lloyd
- Hal Roach
- Mayme Kelso